# St.-Annen-Straße

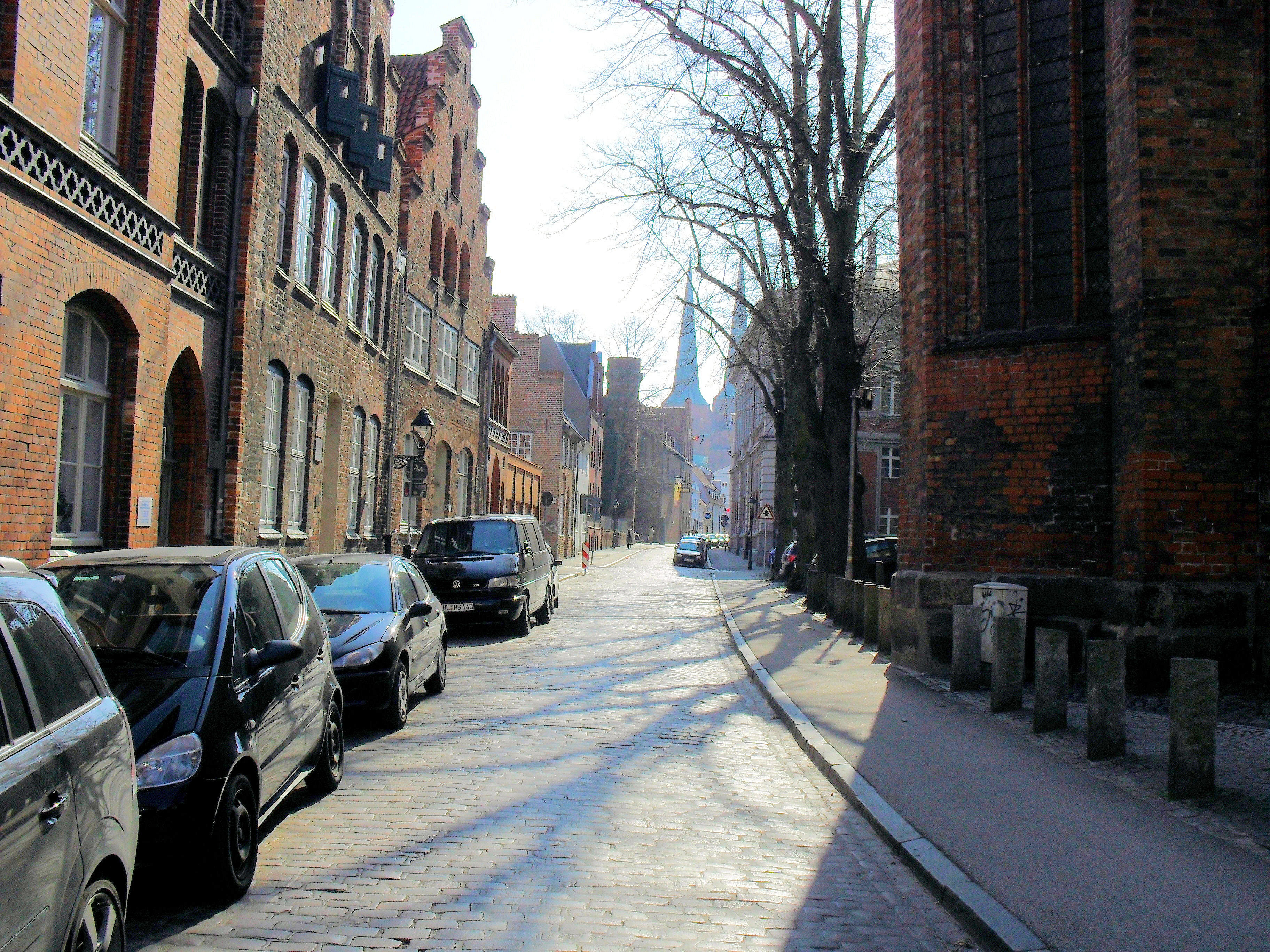
St.-Annen-Straße, Blick in Richtung Dom

Die St.-Annen-Straße ist eine Straße der Lübecker Altstadt.

## Lage

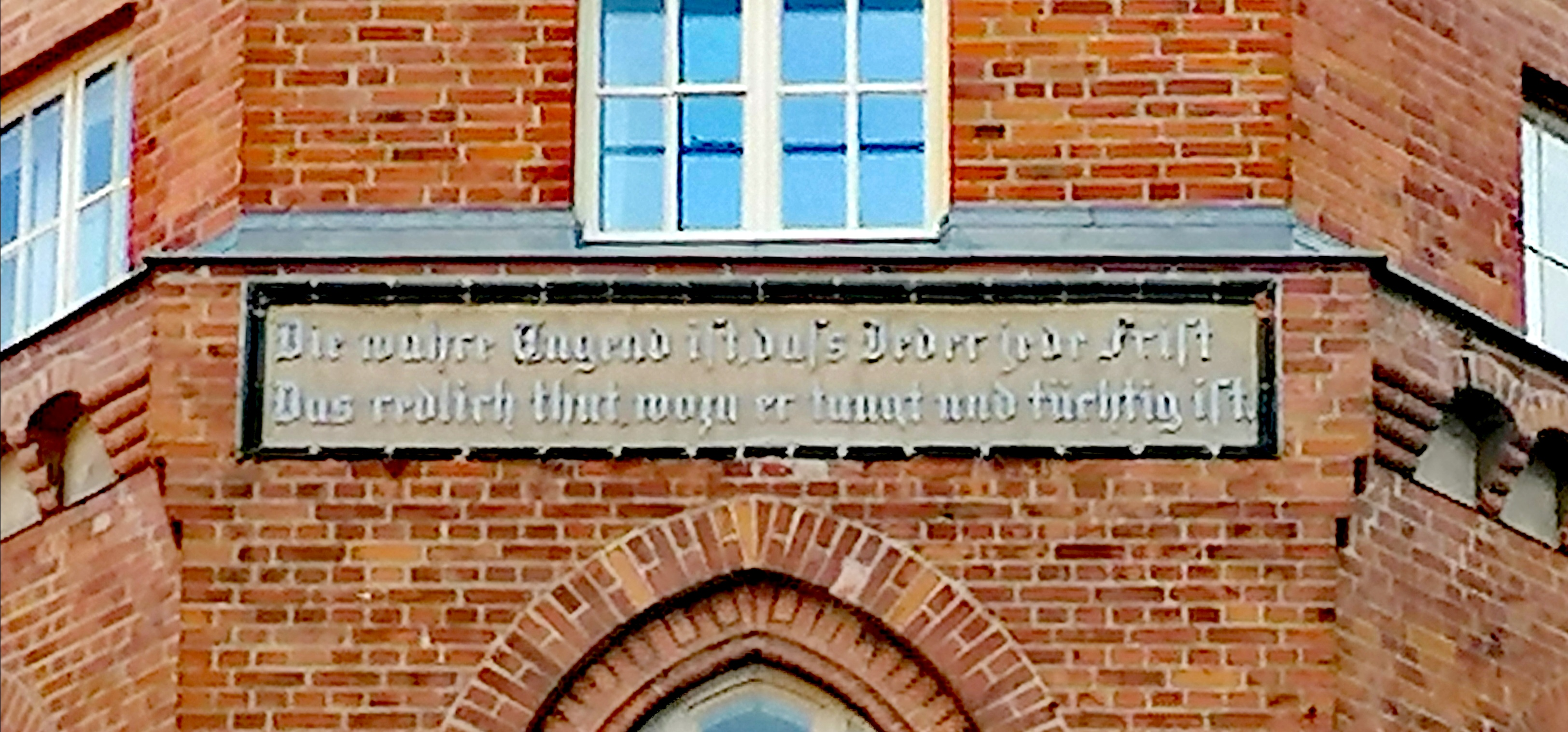
Detail in der St.-Annen-Straße 1

Die etwa 260 Meter lange St.-Annen-Straße im südöstlichen Teil der Altstadtinsel (Johannis Quartier) beginnt bei der Aegidienkirche am Zusammentreffen von Aegidienstraße, Balauerfohr und Stavenstraße. Sie begrenzt den Aegidienkirchhof. Die St.-Annen-Straße verläuft in südwestlicher Richtung und wird kurz nach ihrem Anfang, noch zu Füßen der Aegidienkirche, gekreuzt von der hier in die Weberstraße übergehende Schildstraße. Der Block zwischen Staven- und Weberstraße beherbergt den Aegidienhof Lübeck, ein soziales Wohnprojekt in denkmalgeschützten Häusern, unter anderem dem Michaeliskonvent. Hinter dem St.-Annen-Kloster, heute Museumsquartier St. Annen, mündet von Süden her die Düvekenstraße ein, ehe nach weiteren 50 Metern die St.-Annen-Straße auf die Mühlenstraße trifft und endet. Die St.-Annen-Straße hat die Postleitzahl 23552.

## Geschichte
Der nördliche Abschnitt der heutigen St.-Annen-Straße, zwischen Stavenstraße und Weberstraße, war seit dem Mittelalter ursprünglich nach der Aegidienkirche benannt. Aus dem Jahr 1464 sind die niederdeutsche Bezeichnung By sunte Ilgen sowie das lateinische Gegenstück Apud sanctum Egidium urkundlich belegt.

Die St.-Annen-Straße am St.-Annen-Kloster (1900)

Der südliche Teil von der Weberstraße bis zur Mühlenstraße wird in einem Dokument von 1318 als Vicus, quo itur ad plateam molendionorum (Bewohnte Straße, die zur Mühlenstraße führt) bezeichnet. 1366 findet sich der Name Parva platea, qua itur ad sanctum Egidium (Kleine Straße, die nach St. Aegidien führt). Da die Familie Tisenhusen, die von 1368 bis 1433 das Grundstück mit der heutigen Hausnummer 13 besaß und bewohnte, dem Ritterstand angehörte, entstand für den südlichen Straßenabschnitt die neue Bezeichnung Platea militis (1438), die ab 1460 in der deutschen Form Ridderstraße belegt ist.
Nach der Errichtung des St.-Annen-Klosters in den Jahren 1502 bis 1515 bürgerte sich im Sprachgebrauch für den gesamten Straßenzug zwischen Stavenstraße und Mühlenstraße der neue gemeinsame Name St.-Annen-Straße ein, der 1884 endgültig amtlich festgelegt wurde.
Beim Luftangriff auf Lübeck am 29. März 1942 blieb die Straße von Zerstörungen verschont, so dass sie bis heute ein geschlossenes historisches Straßenbild aufweist.

## Bauwerke

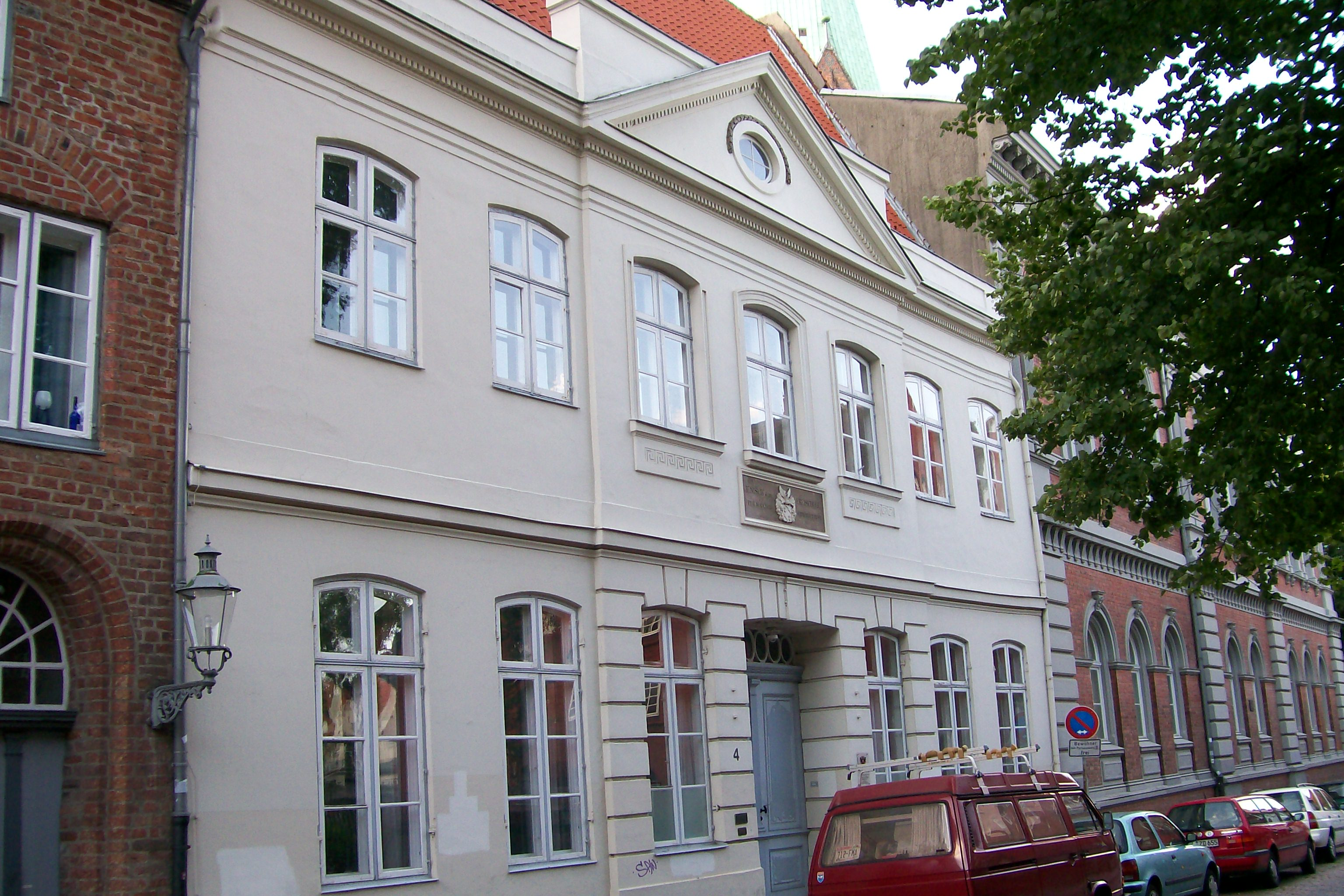
St.-Annen-Straße 4

St.-Annen-Straße 17

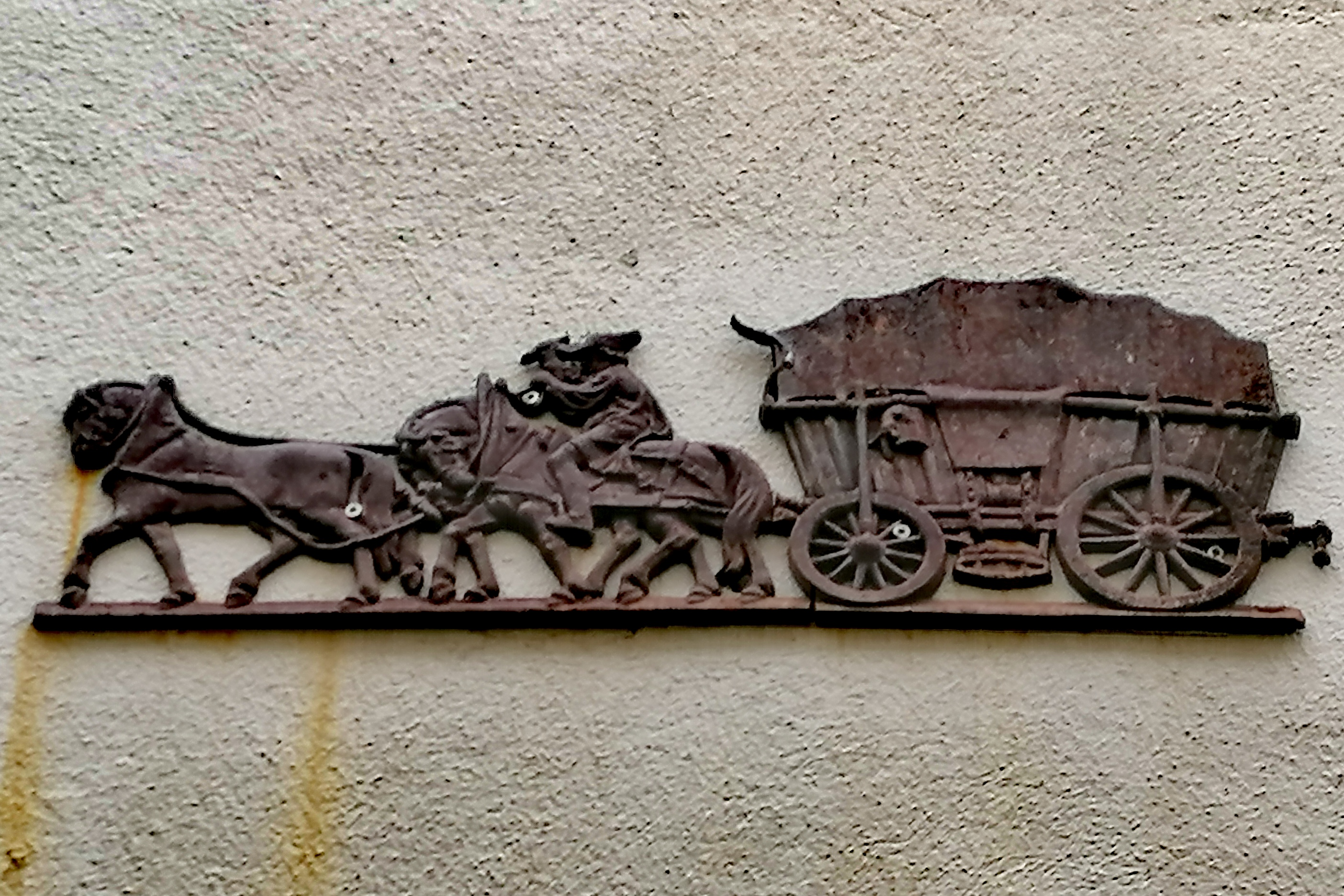
Alter Posthof

- St.-Annen-Straße 2/Schildstraße 22-30, Logenhaus an der Ecke zur Schildstraße
- St.-Annen-Straße 4, Jenisch’sche Freischule, im Kern auf das späte 13. Jahrhundert zurückgehendes Renaissance-Gebäude von 1580, 1800 mit einer verputzten klassizistischen Fassade im Stil eines Stadtpalais versehen.
- St.-Annen-Straße 6, 1567 erbautes Haus der Backsteinrenaissance
- St.-Annen-Straße 7, 1328 erbautes Haus der Backsteingotik mit Treppengiebel des 18. Jahrhunderts
- St.-Annen-Straße 9, 1328 erbautes Haus der Backsteingotik mit verputzter Fassade von 1849
- St.-Annen-Straße 11, im Kern auf das frühe 14. Jahrhundert zurückgehendes neugotisches Doppelgiebel-Haus von 1903
- St.-Annen-Straße 13, 1879 errichtete Lübecker Synagoge
- St.-Annen-Straße 15, 1502–1515 errichtetes spätgotisches St.-Annen-Kloster
- St.-Annen-Straße 17, im Kern auf die erste Hälfte des 14. Jahrhunderts zurückgehendes klassizistisches Eckhaus von 1810

## Gänge und Höfe
Von der St.-Annen-Straße geht folgender der Lübecker Gänge und Höfe ab (nach Hausnummern):
- 14: Alter Posthof (die Frontbebauung Nrn. 10-16 (gerade)) war im frühen 16. Jahrhundert der Cismarsche Hof, die Niederlassung des Klosters Cismar in der Stadt. Später von der Hannoverschen Post (Königlich Grossbritannische Churfürstlich Hannoversche Post) genutzt bis zu der Verlegung auf die andere Straßenseite Nr. 13